# Konrad Maria Engel
Konrad Maria Engel (* 1977 in Lich) ist ein deutscher Pianist und Musikpädagoge.

## Leben und Wirken
Konrad Maria Engel ist der Sohn eines Röntgentechnikers und einer Mathematik- und Physiklehrerin und wuchs im hessischen Echzell auf. Seine musikalische Ausbildung begann er u. a. bei Bernhard Wetz in Frankfurt am Main. Er studierte Klavier und Musikpädagogik als Meisterschüler bei Karl-Heinz Kämmerling an der Musikhochschule Hannover und absolvierte 2006 sein Konzertexamen. Er war u. a. Stipendiat der Studienstiftung des Deutschen Volkes und Preisträger bei internationalen Wettbewerben.
Neben seiner solistischen Tätigkeit wirkte er zudem als Kammermusiker und Liedbegleiter, auch im Rahmen internationaler Festivals. Gastspiele führten ihn durch Europa, in die USA, nach Japan und China.
Engel lehrte von 1999 bis 2009 an der CJD-Schule Schlaffhorst-Andersen Bad Nenndorf und anschließend an der Musikschule der Landeshauptstadt Hannover. Von 2011 bis 2015 war er Lehrbeauftragter an der Hochschule für Künste Bremen und hatte seit 2012 eine Vertretungsprofessur an der Musikhochschule Hannover inne. Seit 2017 ist er Professor für Klavier an der Hochschule für Musik Hanns Eisler Berlin und leitet außerdem die Klavierabteilung am Musikgymnasium Carl Philipp Emanuel Bach.